# Мини-альбом
Мини-альбом, также миньо́н (от фр. mignon — крошечный) или EP (от англ. extended play) — студийный музыкальный альбом, который содержит меньше композиций, чем полноценный студийный альбом.
Изначально грампластинка, на каждой стороне которой помещались только 2-4 музыкальных композиции, общей длительностью звучания 15-20 минут. В англоязычных странах этот формат в 1950-е годы стали называть «EP» — «Extended Play», чтобы обозначить различие между ними и синглами (SP; одно-, двухпесенными пластинками).

## Форматы миньонов

### Виниловые
Самым популярным и традиционным форматом мини-альбома является грампластинка диаметром 18 см (7 дюймов, что стало её метонимией) со скоростью вращения 45 оборотов в минуту. Данный формат появился в США в 1951 году: дополнительное время на 7-дюймовой пластинке было достигнуто благодаря более глубокой нарезке, позволившей звуковым канавкам быть ближе друг к другу; качество в результате было средним, однако это компенсировалось тем, что разница в звуке была малозаметна на массовой аудиоаппаратуре 1950-60-х гг. Расцвет формата мини-альбома пришёлся на десятилетие с середины 1950-х до середины 1960-х гг. Как правило, ранние мини-альбомы выпускались в качестве дубликатов долгоиграющих пластинок для тех, чьи проигрыватели ещё не могли воспроизводить звук на скорости 33⅓ об/мин . Так как формат мини-альбома позволял поместить на пластинку лишь 4 песни, такие дубликаты иногда выходили в 2-3 частях, при этом полностью повторяя название долгоиграющего альбома (особенно эту концепцию эксплуатировали RCA Records при выпуске пластинок Элвиса Пресли). Мини-альбомы тех лет также выполняли роль небольших компиляций уже вышедших синглов. Реже были самостоятельные мини-альбомы с новым материалом. Журнал Billboard в 1957 году выделил специальный хит-парад мини-альбомов, который через три года, однако, прекратил существование.
Со временем формат долгоиграющих пластинок стал доминировать на рынке, и значение миньонов уменьшилось: теперь они маркетировались как краткое обозрение готовящегося к выпуску альбома. Такие обзорные миньоны, предшествующие долгоиграющим альбомам, принято называть «семплерами» (Album Sampler). С конца 1960-х гг. миньоны стали скорее исключением в дискографии исполнителей популярной музыки, нежели регулярной практикой. Как правило, такие пластинки стали подлинными небольшими альбомами, задуманными самими исполнителями. Один из ярких примеров особого подхода к миньону явился «Magical Mystery Tour» The Beatles 1967 года, который вышел в формате двух пластинок с эксклюзивными песнями и 32-страничным буклетом.
Помимо 7-дюймовых виниловых пластинок был также распространён формат «гранд» размером в 10 дюймов (25 см). В настоящее время виниловые миньоны выпускаются ограниченным тиражом, главным образом, для коллекционеров.

### В СССР
В Советском Союзе фирмой «Мелодия» на заводах грампластинок массово выпускались шеллачные, виниловые и гибкие миньоны. Некоторые миньоны издавались как обзорные с LP, выпущенных только на западе (серия из 5 миньонов The Beatles, по одному миньону из сольных альбомов Джона Леннона и Пола Маккартни), или в виде своеобразных «сплитов», когда на одной стороне помещалась запись западной группы, а на другой — советского ВИА.